# André Cardoso
André Fernando Cardoso Santos Martins (Porto, 3 settembre 1984) è un ciclista su strada portoghese che gareggia per il team Continental NSJBI Victoria Sports. Attivo in formazioni UCI dal 2006, ha caratteristiche di scalatore, e in carriera ha ottenuto buoni piazzamenti sia nelle brevi corse a tappe, sia alla Vuelta a España, corsa di tre settimane. Nel giugno 2017 è stato trovato positivo all'EPO e per questo sospeso dall'attività per quattro anni, fino al giugno 2021.

## Palmarès
- 2005

5ª tappa Volta a Portugal do Futuro
Classifica generale Volta a Portugal do Futuro
- 2011 (Palmeiras Resort-Tavira, una vittoria)

8ª tappa Volta a Portugal (Seia > Torre)

### Altri successi
- 2007 (Fercase - Rota dos Móveis)

Classifica giovani GP Internacional Paredes Rota dos Móveis
Classifica scalatori Volta a Portugal
- 2012 (Fercase - Rota dos Móveis)

Classifica scalatori Tour of Norway

## Piazzamenti

### Grandi Giri
- Giro d'Italia

2014: 20º
2015: 21º
2016: 14º
- Vuelta a España

2012: 21º
2013: 16º
2014: 25º
2015: 18º

### Classiche monumento
- Liegi-Bastogne-Liegi

2017: 69º
- Giro di Lombardia

2014: 21º
2015: 47º
2016: ritirato

### Competizioni mondiali
- Campionati del mondo

Salisburgo 2006 - In linea Under-23: 43º
Mendrisio 2009 - In linea Elite: 17º
Melbourne-Geelong 2010 - In linea Elite: 15º
Copenaghen 2011 - In linea Elite: 41°
Limburgo 2012 - In linea Elite: 30º
Toscana 2013 - In linea Elite: ritirato
Ponferrada 2014 - In linea Elite: ritirato
- Giochi olimpici

Pechino 2008 - In linea: 71º
Rio de Janeiro 2016 - In linea: 36º

### Competizioni europee
- Campionati europei

Valkenburg 2006 - In linea Under-23: 59º
Plumelec 2016 - In linea Elite: 62º